# Mika Strömberg
Mika Juhani Strömberg (* 28. Februar 1970 in Helsinki) ist ein ehemaliger finnischer Eishockeyspieler, der zwischen 1989 und 2010 unter anderem für KalPa Kuopio und Jokerit in der SM-liiga spielte. Seit 2010 ist er Assistenztrainer bei KalPa.

## Karriere
Mika Strömberg begann seine Karriere als Eishockeyspieler bei Jokerit, für das er in der Saison 1987/88 sein Debüt in der I divisioona gab und mit dem er 1989 in die SM-liiga aufstieg. In den zwölf Jahren, in denen er zunächst für Jokerit aktiv war, gewann der Verteidiger vier Mal die Finnische Meisterschaft (1992, 1994, 1996 und 1997), wurde 1995 Vizemeister und erreichte 1998 mit seiner Mannschaft den dritten Platz in der SM-liiga. Auf europäischer Ebene gewann der Linksschütze mit Jokerit 1995 und 1996 zwei Mal in Folge den Europapokal und wurde 1993 Dritter. Während seiner Zeit in der finnischen Hauptstadt wurde er zudem im NHL Entry Draft 1990 in der elften Runde als insgesamt 211. Spieler von den Québec Nordiques ausgewählt, für die er allerdings nie spielte.
Für die Saison 1999/00 wechselte Strömberg erstmals ins Ausland, wo er in der Schweizer Nationalliga A für Fribourg-Gottéron auflief. Anschließend spielte er zwei Jahre für deren Ligarivalen EHC Chur, ehe der Weltmeister von 1995 in seine finnische Heimat zurückkehrte, wo er einen Vertrag bei seinem Ex-Club Jokerit erhielt. Mit Jokerit gelang im auf europäischer Ebene in der Saison 2002/03 mit dem Gewinn des IIHF IIHF Continental Cup ein weiterer Erfolg. Daraufhin ging der Finne erneut ins Ausland und spielte die folgenden drei Jahre lang für Djurgården Hockey in der schwedischen Elitserien. Für die Saison 2006/07 kehrte Strömberg erneut nach Finnland zurück und erreichte mit HPK Hämeenlinna den zweiten Platz im IIHF European Champions Cup. Die folgende Spielzeit begann der ehemalige Olympiateilnehmer bei KalPa Kuopio, beendete sie aber bei seinem langjährigen Ex-Verein Jokerit. Zwischen 2008 und 2010 ging Strömberg noch einmal für KalPa aufs Eis, bevor er seine Karriere beendete und Assistenztrainer bei KalPa wurde.

### International
Für Finnland nahm Strömberg an den U20-Junioren-Weltmeisterschaften 1989 und 1990, sowie den Weltmeisterschaften 1994, 1995, 1996 und 1997 teil. Des Weiteren stand er im Aufgebot Finnlands bei den Olympischen Winterspielen 1994 in Lillehammer sowie beim World Cup of Hockey 1996.

## Erfolge und Auszeichnungen
| - 1989 Aufstieg in die SM-liiga mit Jokerit - 1990 SM-liiga All-Rookie Team - 1992 Finnischer Meister mit Jokerit - 1993 3. Platz Europapokal mit Jokerit - 1994 Finnischer Meister mit Jokerit - 1995 Europapokal-Gewinn mit Jokerit - 1995 Finnischer Vizemeister mit Jokerit - 1996 Europapokal-Gewinn mit Jokerit | - 1996 Finnischer Meister mit Jokerit - 1996 Pekka-Rautakallio-Trophäe - 1997 Finnischer Meister mit Jokerit - 1997 SM-liiga All-Star Team - 2003 IIHF-Continental-Cup-Gewinn mit Jokerit - 2007 2. Platz beim IIHF-European-Champions-Cup mit HPK Hämeenlinna |

### International
- 1988 Silbermedaille bei der U18-Junioren-Europameisterschaft
- 1990 Bester Spieler Finnlands bei der U20-Junioren-Weltmeisterschaft
- 1994 Bronzemedaille bei den Olympischen Winterspielen 1994 in Lillehammer
- 1994 Silbermedaille bei der Weltmeisterschaft
- 1995 Goldmedaille bei der Weltmeisterschaft